# Sương giáng
Sương giáng (tiếng Hán: 霜降; bính âm: ‘‘shuāngjiàng’’) là một trong 24 tiết khí của các lịch Trung Quốc, Việt Nam, Nhật Bản, Triều Tiên. Nó thường bắt đầu vào khoảng ngày 23 hay 24 tháng 10 dương lịch, khi Mặt Trời ở xích kinh 210° (kinh độ Mặt Trời bằng 210°). Đây là một khái niệm trong công tác lập lịch của các nước Đông Á chịu ảnh hưởng của nền văn hóa Trung Quốc cổ đại. Ý nghĩa của tiết khí này, đối với vùng Trung Hoa cổ đại, là Sương mù xuất hiện.
Theo quy ước, tiết sương giáng là khoảng thời gian bắt đầu từ khoảng ngày 23 hay 24 tháng 10 khi kết thúc tiết hàn lộ và kết thúc vào khoảng ngày 7 hay 8 tháng 11 trong lịch Gregory theo các múi giờ Đông Á khi tiết lập đông bắt đầu. Tiết sương giáng ở Nam bán cầu kéo dài từ 20 hay 21 tháng 4 đến 5 hay 6 tháng 5.
Lịch Trung Quốc, cũng như lịch ở các nước Đông Á cổ đại bao gồm Việt Nam, bị nhiều người lầm là âm lịch thuần túy, dẫn đến ngộ nhận về việc tiết khí nói chung và Sương giáng nói riêng được tính theo chu kỳ của Mặt Trăng quay xung quanh Trái Đất. Trên thực tế lịch Trung Quốc cổ đại là một loại âm dương lịch, trong đó tiết khí, từ thời Hán Vũ Đế, đã được tính theo vị trí của Trái Đất trong chu kỳ chuyển động trên quỹ đạo xung quanh Mặt Trời. Theo cách tính hiện đại, với điểm xuân phân là gốc có kinh độ Mặt Trời bằng 0°, thì điểm diễn ra hay bắt đầu tiết Sương giáng ứng với kinh độ Mặt Trời bằng 210°. Ngày bắt đầu tiết Sương giáng do vậy được tính theo cách tính của dương lịch hiện đại và nó thông thường rơi vào ngày 23 hay 24 tháng 10 dương lịch tùy theo từng năm. Tiết khí đứng ngay trước Sương giáng là Hàn lộ và tiết khí kế tiếp sau là Lập đông.